# بنينو فيلومينو دي روخاس
بنينو فيلومينو دي روخاس (بالإسبانية: Benigno Filomeno de Rojas)‏ (و. 1811 – 1865 م)هو سياسي، ومحامي 